# Arturo Toscanini
Arturo Toscanini (Parma, 25 marzo 1867 – New York, 16 gennaio 1957) è stato un direttore d'orchestra italiano.
Viene considerato uno dei maggiori direttori d'orchestra di sempre, per l'omogeneità e la brillante intensità del suono, la grande cura dei dettagli, il perfezionismo e l'abitudine di dirigere senza partitura grazie a un'eccezionale memoria fotografica. Viene ritenuto in particolare uno dei più autorevoli interpreti di Verdi, Beethoven, Brahms e Wagner.
Fu uno dei più acclamati musicisti della fine del XIX e della prima metà del XX secolo, acquisendo fama internazionale anche grazie alle trasmissioni radiofoniche e televisive e alle numerose incisioni come direttore musicale della NBC Symphony Orchestra. Refrattario in vita all'idea di ricevere premi e decorazioni di sorta (tanto da rifiutare la nomina a senatore a vita propostagli da Luigi Einaudi, vd. infra), a trent'anni dalla morte fu insignito, postumo, del Grammy Lifetime Achievement Award.
Nel dicembre 2011, un sondaggio della rivista specializzata Classic Voice lo ha classificato al quarto posto tra i più grandi direttori d'orchestra di tutti i tempi, dopo Carlos Kleiber, Leonard Bernstein e Herbert von Karajan e prima del suo "rivale" Wilhelm Furtwängler.

## Biografia

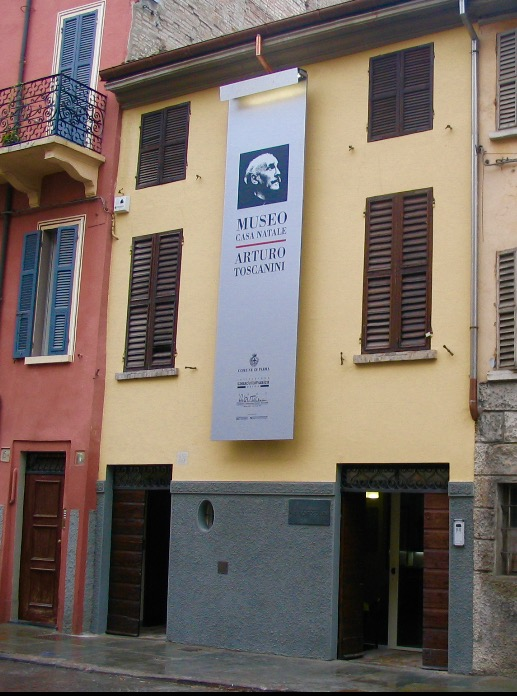
La casa natale di Toscanini

### Gli inizi e il successo
Arturo Toscanini nacque a Parma, nel quartiere Oltretorrente, il 25 marzo 1867, figlio del garibaldino Claudio Toscanini, originario di Cortemaggiore (in provincia di Piacenza), e della sarta parmense Paola Montani; il padre era un grande appassionato di arie d'opera, che intonava in casa con amici dopo averle apprese al Teatro Regio, che frequentava spesso da spettatore. Questa passione contagiò anche il piccolo Arturo; del suo talento si accorse non il padre, ma una delle sue maestre, la signora Vernoni, che, notando che memorizzava le poesie dopo una singola lettura senza mai più dimenticarle, gli diede gratuitamente le prime lezioni di solfeggio e pianoforte. Arturo dimostrò ancora una memoria eccezionale, riuscendo a riprodurre al pianoforte musiche che aveva sentito anche soltanto canticchiare; la maestra Vernoni suggerì ai genitori l'iscrizione del figlio alla Regia Scuola di Musica, il futuro conservatorio di Parma.
A nove anni Arturo Toscanini vi si iscrisse vincendo una borsa di studio non per il prediletto pianoforte, bensì per il violoncello (divenendo allievo di Leandro Carini) e composizione (allievo di Giusto Dacci). Nel 1880, studente tredicenne, gli venne concesso per un anno di essere violoncellista nell'orchestra del Teatro Regio. Si diplomò nel 1885 con lode distinta e premio di 137,50 lire.
Nel 1886 si unì come violoncellista e secondo maestro del coro a una compagnia operistica per una tournée in Sudamerica. In Brasile il direttore d'orchestra, il locale Leopoldo Miguez, in aperto contrasto con gli orchestrali abbandonò la compagnia dopo una sola opera (il Faust di Charles Gounod), con una dichiarazione pubblica ai giornali (che avevano criticato la sua direzione) nella quale imputava tutto al comportamento degli orchestrali italiani. Il 30 giugno 1886 la compagnia doveva rappresentare al Teatro Lirico di Rio de Janeiro l'Aida di Giuseppe Verdi con un direttore sostituto, il piacentino Carlo Superti; Superti fu però pesantemente contestato dal pubblico e non riuscì neanche a dare l'attacco all'orchestra. Nel caos più totale Toscanini, incitato da alcuni colleghi strumentisti per la sua grande conoscenza dell'opera, prese la bacchetta, chiuse la partitura e incominciò a dirigere l'orchestra a memoria. Ottenne un grandissimo successo, iniziando così la carriera di direttore a soli 19 anni, continuando a dirigere nella tournée. Al ritorno in Italia, su consiglio e mediazione del tenore russo Nikolaj Figner, si presentò a Milano dall'editrice musicale Giovannina Strazza, vedova di Francesco Lucca, e venne scelto da Alfredo Catalani in persona per la direzione al Teatro Carignano di Torino per la sua opera Edmea, andata in scena il 4 novembre dello stesso 1886, ottenendo un trionfo e critiche entusiaste.
Successivamente riprese per un breve periodo la carriera di violoncellista; fu secondo violoncello alla prima di Otello, diretta al Teatro alla Scala da Franco Faccio il 5 febbraio 1887, e per l'occasione ebbe modo di entrare in contatto con Giuseppe Verdi.

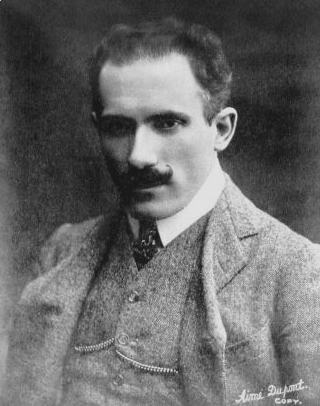
Toscanini nel 1908

Nel frattempo, prima di intraprendere a pieno ritmo la carriera di direttore d'orchestra, tra il 1884 e il 1888 Toscanini si  dedicò alla composizione di alcune liriche per voce e pianoforte. Si ricordano Spes ultima dea, Son gelosa, Fior di siepe, Desolazione, Nevrosi, Canto di Mignon, Autunno, V'amo, Berceuse per pianoforte.
Il 21 maggio 1892, al Teatro Dal Verme di Milano, diresse la prima di Pagliacci, di Ruggero Leoncavallo.
Nel 1895, nel nome di Wagner, avvenne l'esordio da direttore al Teatro Regio di Torino, con il quale collaborò fino al 1898 e di cui, il 26 dicembre 1905, inaugurò la nuova sala con Sigfrido. Nel giugno 1898 iniziò a dirigere al Teatro alla Scala (fino al 1903 e nel 1906/1907), con il duca Guido Visconti di Modrone come direttore stabile, il librettista e compositore Arrigo Boito vice-direttore e Giulio Gatti Casazza amministratore. Toscanini divenne il direttore artistico del teatro milanese e, sulla scia delle innovazioni portate dal suo idolo Richard Wagner, si adoperò per riformare il modo di rappresentare l'opera, ottenendo nel 1901 quello che ai tempi era il sistema di illuminazione scenica più moderno e nel 1907 la fossa per l'orchestra; pretese inoltre che le luci in sala venissero spente e che le signore togliessero i cappelli durante la rappresentazione, proibì l'ingresso agli spettatori ritardatari e rifiutò di concedere i bis; ciò creò non poco scompiglio, dato che i più consideravano il teatro d'opera anche come un luogo di ritrovo, per chiacchiere e far mostra di sé. Come scrisse il suo biografo Harvey Sachs, "egli credeva che una rappresentazione non potesse essere artisticamente riuscita finché non si fosse stabilita un'unità di intenti tra tutti i componenti: cantanti, orchestra, coro, messa in scena, ambientazione e costumi". Il 26 febbraio 1901, in occasione della traslazione delle salme di Giuseppe Verdi e di Giuseppina Strepponi dal Cimitero Monumentale di Milano a Casa Verdi, diresse 120 strumentisti e circa 900 voci nel Va, pensiero che non veniva eseguito alla Scala da vent'anni. Nel 1908 si dimise dalla Scala e dal 7 febbraio fu invitato a dirigere presso il teatro Metropolitan di New York, venendo molto contestato per la sua decisione di abbandonare l'Italia. Proprio durante tale esperienza Toscanini comincerà a considerare gli Stati Uniti d'America come la sua seconda patria.

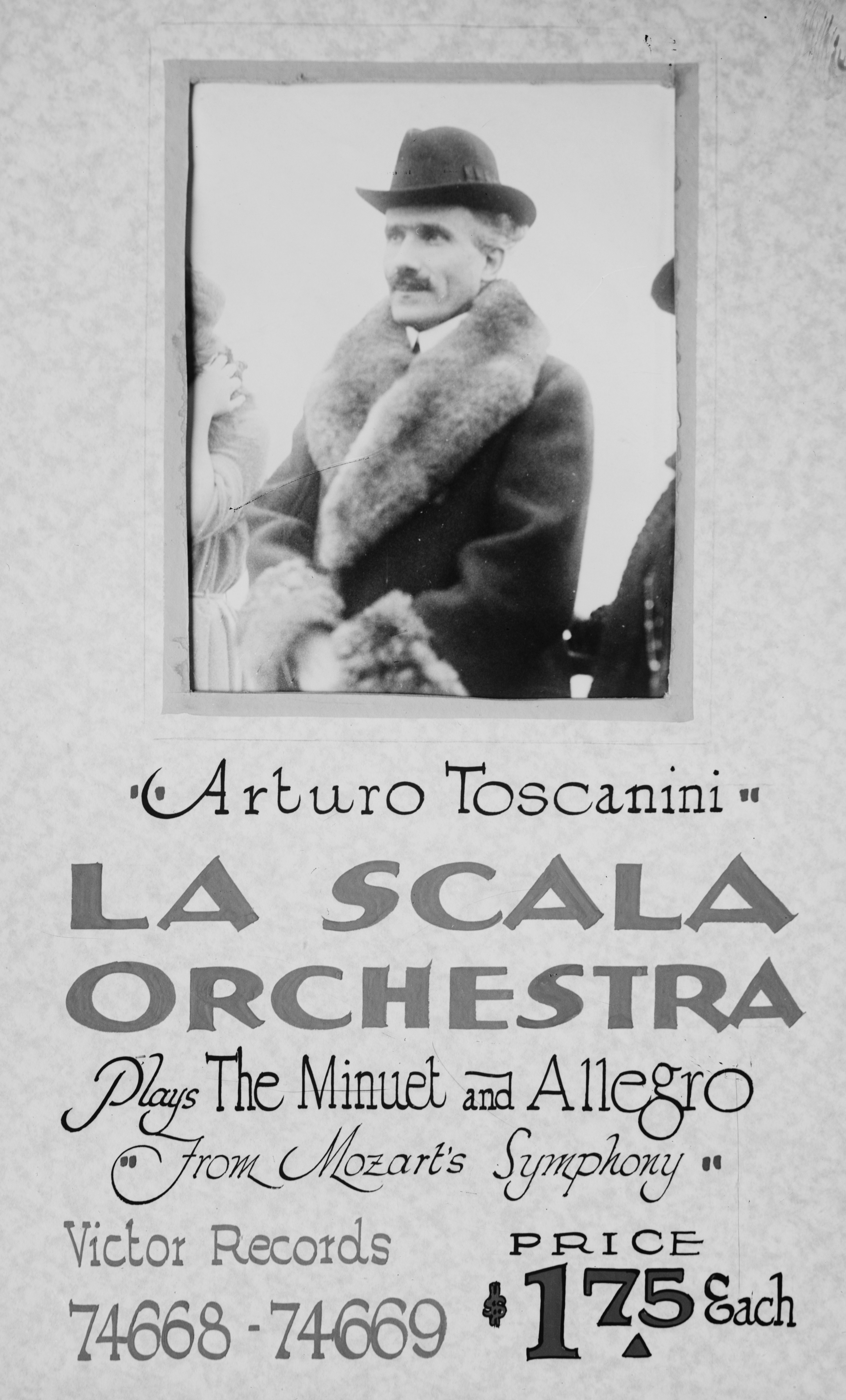
Poster di un disco dell'Orchestra del Teatro alla Scala da lui diretta

Schierato per l'interventismo, rientrò in patria nel 1915, all'ingresso dell'Italia in guerra, e si esibì esclusivamente in concerti di propaganda e beneficenza; dal 25 al 29 agosto 1917, per allietare gli animi dei combattenti, diresse una banda sul Monte Santo appena conquistato durante l'Undicesima battaglia dell'Isonzo; per tale atto venne decorato con una Medaglia d'argento al valor militare. Subito dopo la fine della guerra, nel giro di pochissimi anni s'impegnò nella riorganizzazione dell'orchestra scaligera (con la quale era tornato a collaborare), che trasformò in ente autonomo.
Ancora per spirito patriottico, nel 1920 si recò a Fiume per dirigere un concerto e incontrare l'amico Gabriele D'Annunzio, che con i suoi legionari aveva occupato la città contesa dagli slavi e dal governo italiano.
Diresse anche la New York Philharmonic (1928-1936, che portò in Europa nel 1930) e fu presente al Festival di Bayreuth, tempio di Wagner (1930-1931, dove fu il primo direttore non tedesco e dove si esibì gratuitamente, considerandolo un grande onore), e al Festival di Salisburgo (1934-1937).

### L'avversione alle dittature e l'autoesilio
Di idee socialiste, dopo un'iniziale condivisione del programma fascista, che lo aveva portato nel novembre 1919 a candidarsi alle elezioni politiche nel collegio di Milano nella lista dei fasci di combattimento con Benito Mussolini e Filippo Tommaso Marinetti senza venire eletto, se ne allontanò a causa del progressivo spostamento verso l'estrema destra di Mussolini, divenendone un forte oppositore già da prima della marcia su Roma. Voce fermamente critica e dissonante nella cultura omologata al regime, riuscì, grazie al grande prestigio internazionale, a mantenere l'Orchestra del Teatro alla Scala sostanzialmente autonoma nel periodo 1921-1929; al riguardo annunciò anche che si sarebbe rifiutato di dirigere la prima di Turandot dell'amico Giacomo Puccini se Mussolini fosse stato presente in sala (che invece poi diresse, in quanto il duce non si recò alla rappresentazione).
Per questi atteggiamenti di aperta ostilità al regime subì una campagna di stampa avversa sul piano artistico e personale, mentre le autorità disposero provvedimenti, come lo spionaggio su telefonate e corrispondenza e il ritiro temporaneo del passaporto a lui e famiglia; tutto ciò contribuì a mettere in pericolo la sua carriera e la sua stessa incolumità, come accadrà a Bologna.
Il 14 maggio 1931, infatti, trovandosi nella città felsinea per dirigere al Teatro Comunale un concerto della locale orchestra in commemorazione di Giuseppe Martucci, Toscanini si rifiutò in partenza di far eseguire come introduzione gli inni Giovinezza e Marcia Reale al cospetto di Leandro Arpinati, Costanzo Ciano e vari altri gerarchi. Dopo lunghe negoziazioni, che il Maestro non volle accettare, si arrivò alla defezione di Arpinati e Ciano, alla perdita di ufficialità del concerto e, di conseguenza, alla non necessità di esecuzione degli inni. Toscanini, al suo arrivo in auto al teatro in compagnia della figlia Wally, in ritardo a causa delle negoziazioni, appena sceso, fu assalito da un folto gruppo di fascisti, venendo schiaffeggiato sulla guancia sinistra, si presume dalla camicia nera Guglielmo Montani, e colpito da una serie di pugni a viso e collo; fu messo in salvo dal suo autista, che lo spinse in macchina, affrontò brevemente gli aggressori e poi ripartì. Il gruppo di fascisti giunse poi all'albergo dove era alloggiato il Maestro e gli intimò di andarsene immediatamente; verso le ore 2 della notte, dopo aver dettato un durissimo telegramma di protesta a Mussolini in persona in cui denunciava di essere stato aggredito da “una masnada inqualificabile” (telegramma che non avrà risposta), avendo persino rifiutato di farsi visitare da un medico, partì in auto da Bologna diretto a Milano, mentre gli organi fascisti si preoccupavano che la stampa, sia italiana sia estera, non informasse dell'accaduto. Da quel momento Toscanini visse principalmente a New York; per qualche anno tornò regolarmente a dirigere in Europa, ma non in Italia, dove tornò in maniera saltuaria solamente dopo la seconda guerra mondiale, a seguito del ripristino di un governo democratico. Nondimeno, i dischi da lui incisi con orchestre statunitensi e inglesi per la casa discografica La voce del padrone non furono sottoposti a censura da parte del regime di Mussolini e rimasero regolarmente in catalogo fino al 1942 e oltre.

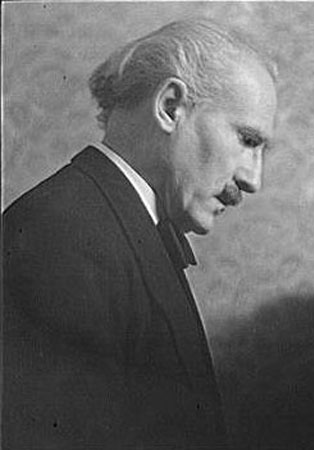
Toscanini nel 1934

Nel 1933 infranse i rapporti anche con la Germania nazista, rispondendo con un rifiuto duro e diretto a un invito personale di Adolf Hitler a quello che sarebbe stato il suo terzo Festival di Bayreuth. Le sue idee avverse al nazismo e all'antisemitismo che esso perseguiva lo portarono fino in Palestina, dove il 26 dicembre 1936 fu chiamato a Tel Aviv per il concerto inaugurale dell'Orchestra Filarmonica di Palestina (ora Orchestra Filarmonica d'Israele), destinata ad accogliere e a dare lavoro ai musicisti ebrei europei in fuga dal nazismo, che diresse gratuitamente. Nel 1938, dopo l'annessione dell'Austria da parte della Germania, abbandonò anche il Festival di Salisburgo, nonostante fosse stato caldamente invitato a rimanere. Nello stesso anno inaugurò il Festival di Lucerna (per l'occasione molti, soprattutto antifascisti, vi andarono dall'Italia per seguire i suoi concerti); inoltre, quando anche il governo italiano, in linea con l'alleato tedesco, adottò una politica antisemita promulgando le leggi razziali del 1938, Toscanini fece infuriare ulteriormente Mussolini definendo tali provvedimenti, in un'intercettazione telefonica che gli causò un nuovo temporaneo ritiro del passaporto, "roba da Medioevo". Ribadì inoltre in una lettera all'amante, la pianista Ada Colleoni: "maledetti siano l'asse Roma-Berlino e la pestilenziale atmosfera mussoliniana".
L'anno successivo, anche a seguito della sempre più dilagante persecuzione razziale, abbandonò totalmente l'Europa, spostandosi negli Stati Uniti d'America.
Dagli States continuò a servirsi della musica per lottare contro il fascismo e il nazismo e si adoperò per cercare casa e lavoro a ebrei, politici e oppositori perseguitati e fuoriusciti dai regimi; l'Università di Georgetown, a Washington, gli conferì una laurea honoris causa. Per lui, inoltre, nel 1937 era stata appositamente creata la NBC Symphony Orchestra, formata da alcuni fra i migliori strumentisti presenti negli Stati Uniti, che diresse regolarmente fino al 1954 su radio e televisioni nazionali, divenendo il primo direttore d'orchestra ad assurgere al ruolo di stella dei mass media.
Albert Einstein gli scrisse: 
Durante la seconda guerra mondiale diresse esclusivamente concerti di beneficenza a favore delle forze armate statunitensi e della Croce Rossa, riuscendo a raccogliere ingenti somme di denaro. Si adoperò anche per la realizzazione di un filmato propagandistico nel quale dirigeva due composizioni di Giuseppe Verdi dall'alto valore simbolico: l'ouverture della Forza del destino e l'Inno delle Nazioni, da lui modificato variando in chiave antifascista l'Inno di Garibaldi e inserendovi l'inno nazionale statunitense e L'Internazionale. Nel 1943 il Teatro alla Scala, sui cui muri esterni erano state scritte frasi come "Lunga vita a Toscanini" e "Ritorni Toscanini", venne parzialmente distrutto durante un violento bombardamento da parte di aerei alleati; la ricostruzione avvenne in tempi rapidi, grazie anche alle notevoli donazioni versate dal Maestro.
Il 13 settembre 1943 la rivista statunitense Life pubblicò un lungo articolo di Arturo Toscanini dal titolo Appello al Popolo d’America. L’articolo era in precedenza un’accorata lettera privata di Toscanini al presidente americano Franklin Delano Roosevelt.
Toscanini non aveva in simpatia la posizione ambivalente di Richard Strauss durante la seconda guerra mondiale e dichiarò al riguardo: "Di fronte allo Strauss compositore mi tolgo il cappello; di fronte all'uomo Strauss lo reindosso".

### Il ritorno

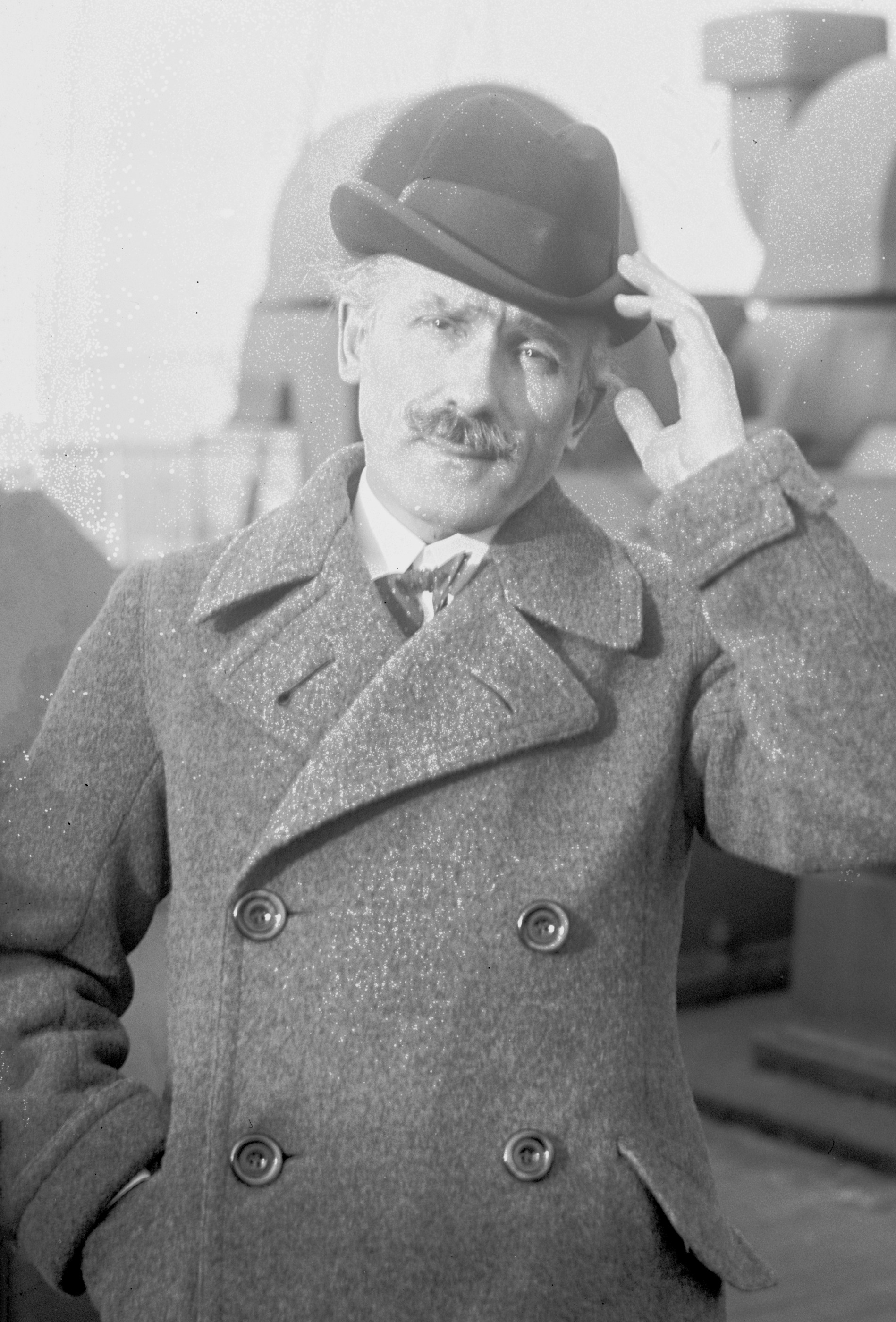
Toscanini il 27 marzo 1928

L'11 maggio 1946 il settantanovenne Toscanini ritornò in Italia, per la prima volta dopo quindici anni, per dirigere lo storico concerto di riapertura del Teatro alla Scala, ricordato come il concerto della liberazione, dedicato in gran parte all'opera italiana, e probabilmente per votare a favore della Repubblica. Quella sera il teatro si riempì fino all'impossibile: il programma vide l'ouverture de La gazza ladra di Rossini, il coro dell'Imeneo di Händel, il Pas de six e la Marcia dei Soldati dal Guglielmo Tell e la preghiera dal Mosè in Egitto di Rossini, l'ouverture e il coro degli ebrei del Nabucco, l'ouverture de I vespri siciliani e il Te Deum di Verdi, l'intermezzo e alcuni estratti dall'atto III di Manon Lescaut di Puccini, il prologo e alcune arie dal Mefistofele di Boito. In quell'occasione esordì alla Scala il soprano Renata Tebaldi, definita da Toscanini "voce d'angelo".
Alla Scala fu direttore di altri tre spettacoli: il concerto commemorativo di Arrigo Boito, comprendente la Nona sinfonia di Beethoven, nel 1948, la Messa di requiem di Verdi nel 1950 ed infine un concerto dedicato a Wagner nel settembre 1952.
Il 5 dicembre 1949 venne nominato senatore a vita dal Presidente della Repubblica Luigi Einaudi per alti meriti artistici, ma decise di rinunciare alla carica il giorno successivo, inviando da New York il seguente telegramma di rinuncia:

### Addio alle scene e morte
Toscanini si ritirò a 87 anni, ponendo fine a una straordinaria carriera duratane 68; rese tuttavia nota la sua volontà di lasciare il podio solo a familiari e amici, volendo evitare di ricevere eccessive celebrazioni pubbliche.
Per il suo ultimo concerto, interamente dedicato a Wagner, compositore sempre molto amato, diresse la NBC Symphony Orchestra il 4 aprile 1954 alla Carnegie Hall di New York, in diretta radiofonica. Proprio in occasione di quell'ultima esibizione il Maestro, celebre anche, come già accennato, per la sua straordinaria memoria ed il suo perfezionismo maniacale (caratteristiche che, insieme al suo carattere irascibile ed impulsivo, lo portavano regolarmente ad infuriarsi quando l'esecuzione non risultava esattamente come lui voleva), mentre dirigeva il brano dell'opera Tannhäuser, per la prima volta perse la concentrazione e smise di battere il tempo.

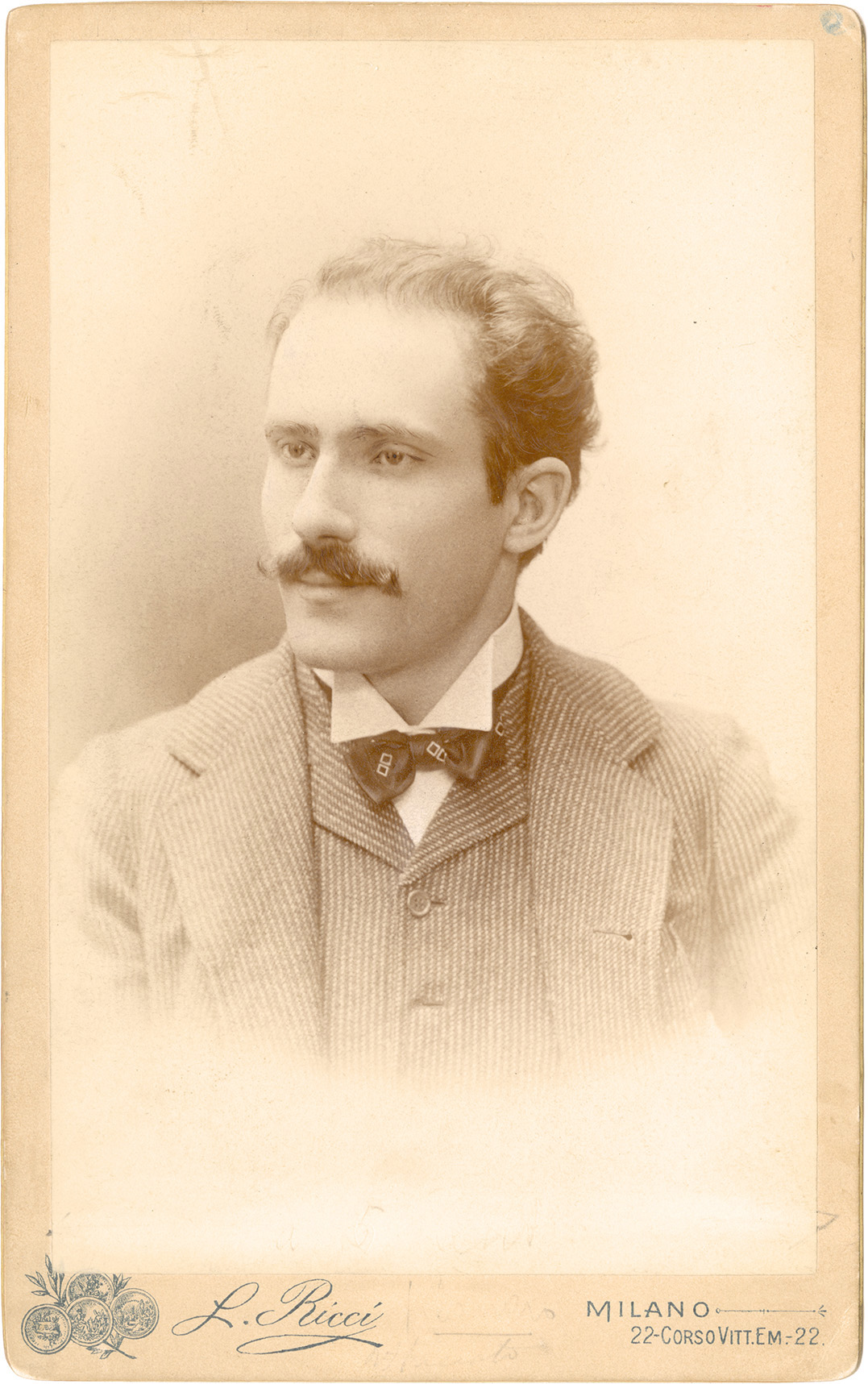
Ritratto di Arturo Toscanini, direttore d'orchestra (1867-1957). Foto di Leone Ricci, Milano.

Toscanini rimase immobile per ben 14 secondi ed i tecnici radiofonici fecero immediatamente scattare un dispositivo di sicurezza che trasmise musica di Brahms, una reazione a posteriori giudicata eccessiva e forse dettata dal panico, laddove l'orchestra in realtà non aveva mai smesso di suonare. Il Maestro si ricompose e riprese a dirigere normalmente fino alla fine del concerto, dopodiché si ritirò rapidamente nel proprio camerino, mentre in teatro gli applausi sembravano non smettere più. Ai parenti confidò di essere stato assalito da un improvviso moto di tristezza al pensiero di essere al passo d'addio della propria carriera, che l'aveva spinto sul punto di abbandonare il palco nel pieno dell'esibizione.
Negli anni successivi, Toscanini si dedicò perlopiù a riorganizzare e ottimizzare le edizioni discografiche delle proprie esecuzioni, scartando e facendo distruggere molte registrazioni che riteneva insoddisfacenti.
Nel dicembre del 1956, debilitato da problemi di salute legati all'età, espresse il desiderio di trascorrere il Capodanno con tutta la famiglia. Il figlio Walter organizzò quindi una grande festa a New York con figli, nipoti, vari parenti e amici; a mezzanotte il Maestro, insolitamente allegro ed energico, volle abbracciare tutti uno per uno, poi intorno alle due andò a letto. Al mattino di Capodanno del 1957, alzatosi attorno alle 7, si recò in bagno e quando ne uscì stramazzò al suolo, colpito da una trombosi cerebrale.
Toscanini rimase in agonia per 16 giorni e morì alle soglie dei 90 anni, nella sua casa newyorkese di Riverdale, il 16 gennaio 1957; la salma ritornò il giorno dopo in Italia con un volo diretto all'Aeroporto di Ciampino, a Roma, e venne accolta all'arrivo da una folla di persone. Da lì fu traslata a Milano: la camera ardente e il funerale furono allestiti presso il Teatro alla Scala e la gente salì anche sui tetti degli edifici circostanti per poter vedere qualcosa.
Composto da una marea di persone, il corteo funebre si avviò verso il Cimitero Monumentale di Milano, dove il Maestro venne tumulato nell'Edicola 184 del Riparto VII, la tomba di famiglia precedentemente edificata alla morte del figlioletto Giorgio dall'architetto Mario Labò e dallo scultore Leonardo Bistolfi, con tematiche rappresentanti l'infanzia e il viaggio per mare (Giorgio era morto di una difterite fulminante a Buenos Aires mentre seguiva il padre in tournée ed era ritornato a Milano defunto in nave). Nella stessa cappella hanno ricevuto sepoltura il padre del Maestro, Claudio, la sorella Zina, gli altri tre figli del Maestro (Walter, Wanda, Wally), la moglie Carla, l'insigne pianista Vladimir Horowitz (1903-1989), marito di Wanda, la loro figlia Sophie Horowitz (1934-1975), la ballerina Cia Fornaroli (1888-1954), moglie del figlio Walter, e il nipote Walfredo Toscanini (1929-2011), figlio di Walter e della Fornaroli e ultimo discendente diretto maschio del Maestro.
Il nome di Arturo Toscanini si è successivamente meritato l'iscrizione al Famedio del medesimo cimitero.

### Vita privata
Arturo era il primogenito e dopo di lui i genitori ebbero tre figlie: Narcisa (1868-1878), Ada (1875-1955) e Zina (1877-1900).

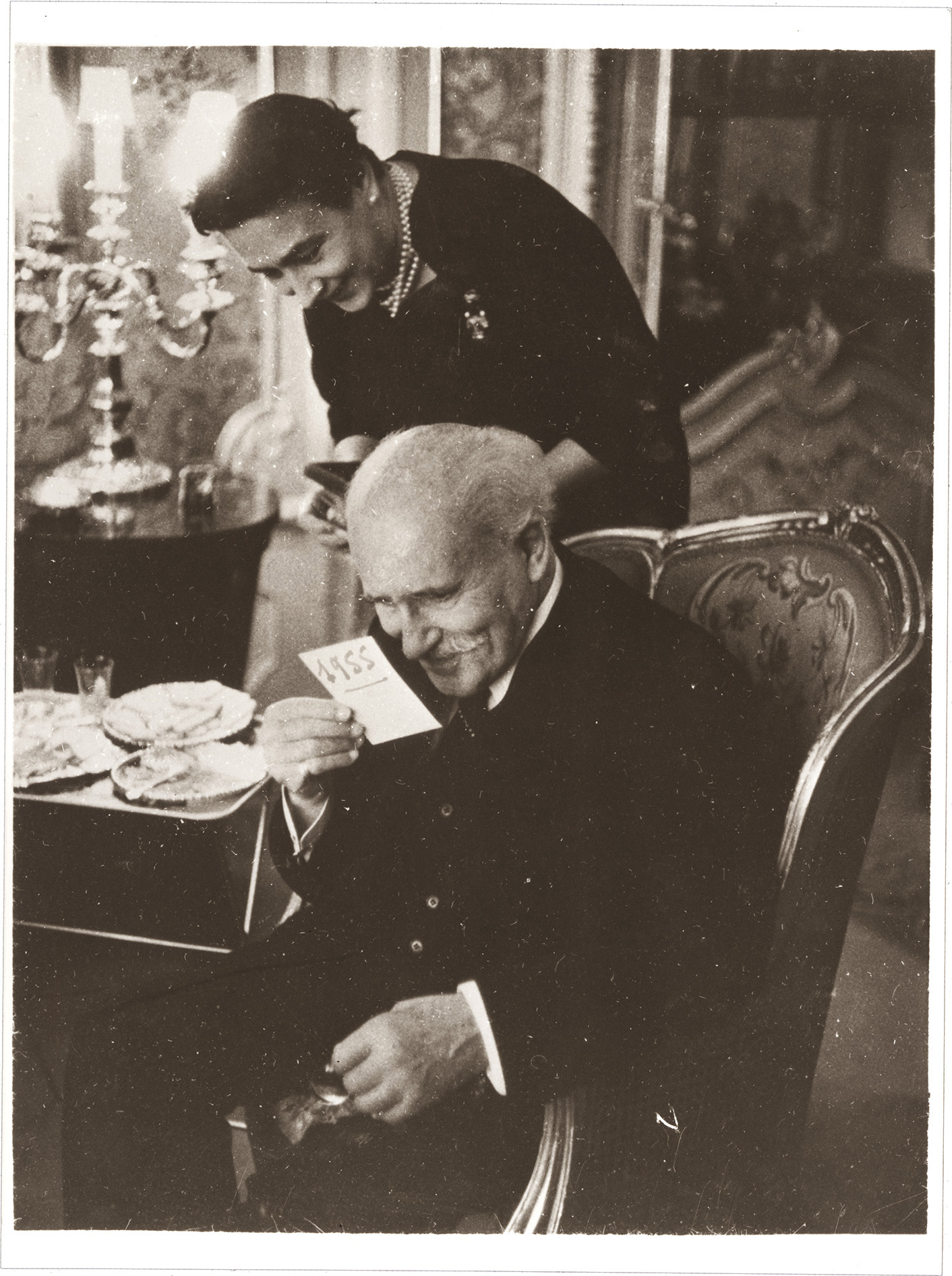
Arturo Toscanini con la figlia Wally, 1955

Toscanini sposò la milanese Carla De Martini (nata nel 1877) a Conegliano il 21 giugno 1897; la moglie diverrà sua manager. Ebbero quattro figli: Walter, nato il 19 marzo 1898 e morto il 30 luglio 1971, storico e studioso del balletto, che sposò la celebre prima ballerina Cia Fornaroli; Wally, nata il 16 gennaio 1900, chiamata come la protagonista dell'ultima opera dell'amico scomparso Alfredo Catalani, La Wally, nel corso della seconda guerra mondiale elemento importante della Resistenza italiana e successivamente fondatrice di un'associazione per la ricostruzione del Teatro alla Scala distrutto dai bombardamenti alleati, nonché moglie del conte Emanuele di Castelbarco e celebre animatrice del jet set internazionale, morta l'8 maggio 1991; il predetto Giorgio, nato nel settembre 1901 e morto di difterite il 10 giugno 1906; Wanda Giorgina, nata il 7 dicembre 1907, diventata celebre per avere sposato il pianista russo e amico di famiglia Vladimir Horowitz, morta il 21 agosto 1998.
Il 23 giugno 1951 la moglie morì a Milano e Toscanini rimase vedovo.
Toscanini ebbe varie relazioni extraconiugali, ad esempio con il soprano Rosina Storchio, dalla quale nel 1903 ebbe il figlio Giovanni Storchio, nato cerebroleso e morto sedicenne il 22 marzo 1919, e con il soprano Geraldine Farrar, che avrebbe voluto imporgli di lasciare moglie e figli per sposarla; il Maestro non gradì l'ultimatum e, per tale motivo, nel 1915 si dimise da direttore d'orchestra principale del Metropolitan e ritornò in Italia. Ebbe anche una relazione durata sette anni (dal 1933 al 1940) con la pianista Ada Colleoni, amica delle figlie e divenuta moglie del violoncellista Enrico Mainardi; tra i due, nonostante vi fossero trent'anni di differenza, nacque un profondo legame, come risulta da una raccolta di circa 600 lettere e 300 telegrammi che il Maestro le inviò.
Era un appassionato intenditore e collezionista d'arte, nonché conoscente o amico di molti pittori; secondo il nipote Walfredo, la sua collezione nella casa milanese di via Durini arrivava a contare fino a 200 quadri.

## Critica
Toscanini fu pressoché idolatrato dalla critica finché fu in vita; la RCA Victor, che l'aveva sotto contratto, non si faceva problemi a definirlo il miglior direttore d'orchestra mai esistito. Tra i suoi sostenitori non vi erano solo i critici musicali, ma anche musicisti e compositori: un parere d'eccezione viene da Aaron Copland.
Tra le critiche che gli furono mosse spicca quella "revisionista", secondo la quale l'impatto di Toscanini sulla musica americana è da giudicare in definitiva più negativo che positivo, poiché il Maestro prediligeva la musica classica europea a quella a lui contemporanea. Tale bacchettata venne dal compositore Virgil Thomson, il quale deprecò la poca attenzione di Toscanini per la musica "contemporanea". Va tuttavia sottolineato come Toscanini abbia speso parole d'ammirazione per compositori a lui senz'altro contemporanei, quali Richard Strauss e Claude Debussy, di cui diresse e incise la musica. Altri compositori attivi nel XX secolo i cui brani furono eseguiti sotto la direzione di Toscanini furono Paul Dukas (L'apprendista stregone), Igor' Stravinskij (Le rossignol e la Suite da Petruška), Dmitrij Shostakovich (sinfonie numero 1 e 7) e George Gershwin, del quale diresse i tre lavori maggiori (Rapsodia in Blu, Un americano a Parigi e il Concerto in Fa).
Un'altra critica spesso mossa a Toscanini è quella di essere troppo "metronomico", cioè di battere il tempo fin troppo rigidamente, senza mai distaccarsi dalle partiture. Questa sua caratteristica gli valse la rivalità di Wilhelm Furtwängler, caratterizzato da un modo di dirigere totalmente opposto a quello del Maestro italiano; i due si detestarono per anni e non ne fecero mistero.
Nota è l'aspra discussione sorta fra Toscanini e Maurice Ravel in relazione ai tempi della partitura del celebre Boléro del compositore francese. Alla prima esecuzione a New York, il 4 maggio 1930, infatti, il direttore affrettò il tempo, dirigendo due volte più velocemente di quanto indicato, per poi allargarlo nel finale. Ravel gli ricordò che il brano andava eseguito con un unico tempo, dall'inizio alla fine, e che nessuno poteva prendersi certe libertà (lo stesso compositore, dopo la prima esecuzione, aveva anche fatto preparare un avviso che imponeva di eseguire il Boléro in modo tale che durasse esattamente diciassette minuti), e Toscanini gli rispose: "Se non la suono a modo mio, sarà senza effetto", risposta che Ravel commentò dicendo: "i virtuosi sono incorreggibili, sprofondati nelle loro chimere come se i compositori non esistessero".
Igor' Stravinskij fu particolarmente severo nel giudizio di alcune sue esecuzioni. Quando ascoltò una registrazione della Prima sinfonia di Beethoven rilevò molti difetti: «L'introduzione Adagio molto era eseguita non Adagio ma Andante [...] suonata malamente fin dal primo accordo che non era unanime» e ancora «l'Allegro era in un tempo "alla Rossini" assurdamente veloce che annullava gli accenti e le articolazioni delle frasi. [...] Anche il secondo tempo era suonato male. [...] Ma è possibile che Toscanini non sia riuscito a udire una cosa del genere?».

## Dediche e tributi
Arturo Toscanini è fra le diciotto personalità italiane ad avere una stella sulla celebre Hollywood Walk of Fame, la famosa strada di Hollywood dove sono incastonate oltre 2 000 stelle a cinque punte che recano i nomi di celebrità dello spettacolo; da notare che dieci di questi famosi personaggi, tra cui il Maestro, sono legati al mondo della musica.
L'Auditorium Rai di Torino, sede dell'Orchestra Sinfonica Nazionale della Rai, e il ridotto dei palchi del Teatro alla Scala portano il nome di Arturo Toscanini.
Era intitolata a lui anche la Piccola Scala, situata a fianco all'omonimo teatro e demolita negli anni 2000.
Toscanini apparve per ben tre volte sulla copertina della rivista Time.

## Prime esecuzioni

Francobollo emesso nel 2007 nel 50º anniversario della morte

Francobollo della Repubblica di San Marino che celebra Arturo Toscanini, sempre per il 50° dalla morte

Toscanini diresse le prime assolute di molte opere, incluse quattro che sono entrate a far parte del repertorio operistico classico: Pagliacci, La bohème, La fanciulla del West e Turandot. Diresse inoltre le prime rappresentazioni italiane di Siegfried, Götterdämmerung, Salomè, Pelléas et Mélisande, quelle sudamericane di Tristan und Isolde e Madama Butterfly e la nord americana di Boris Godunov. Si elencano di seguito le prime assolute:
- Edmea (versione riveduta), di Alfredo Catalani – Torino, 4 novembre 1886
- Pagliacci, di Ruggero Leoncavallo – Milano, 21 maggio 1892
- Gualtiero Swarten, di Andrea Gnaga – Roma, 15 novembre 1892
- Savitri, di Natale Canti – Bologna, 1º dicembre 1894
- Emma Liona, di Antonio Lozzi – Venezia, 24 maggio 1895
- La bohème, di Giacomo Puccini – Torino, 1º febbraio 1896
- Forza d'Amore, di Arturo Buzzi-Peccia – Torino, 6 marzo 1897
- La Camargo, di Enrico de Leva – Torino, 2 marzo 1898
- Anton, di Cesare Galeotti – Milano, 7 dicembre 1900
- Zazà, di Ruggero Leoncavallo – Milano, 10 novembre 1900
- Le maschere, di Pietro Mascagni – Milano, 17 gennaio 1901
- Mosè, di Lorenzo Perosi – Milano, 16 novembre 1901
- Germania, di Alberto Franchetti – Milano, 11 marzo 1902
- Oceana, di Antonio Smareglia – Milano, 22 gennaio 1903
- Cassandra, di Vittorio Gnecchi – Bologna, 5 dicembre 1905
- Gloria, di Francesco Cilea – Milano, 15 aprile 1907
- La fanciulla del West, di Giacomo Puccini – New York, 10 dicembre 1910
- Madame Sans-Gêne, di Umberto Giordano – New York, 25 gennaio 1915
- Debora e Jaele, di Ildebrando Pizzetti – Milano, 16 dicembre 1922
- Nerone, di Arrigo Boito (completata da Vincenzo Tommasini e da Toscanini stesso) – Milano, 1º maggio 1924
- La cena delle beffe, di Umberto Giordano – Milano, 20 dicembre 1924
- I cavalieri di Ekebù, di Riccardo Zandonai – Milano, 7 marzo 1925
- Turandot, di Giacomo Puccini – Milano, 25 aprile 1926[61]
- Fra Gherardo, di Ildebrando Pizzetti – Milano, 6 maggio 1928
- Il re, di Umberto Giordano – Milano, 12 gennaio 1929

## Incisioni

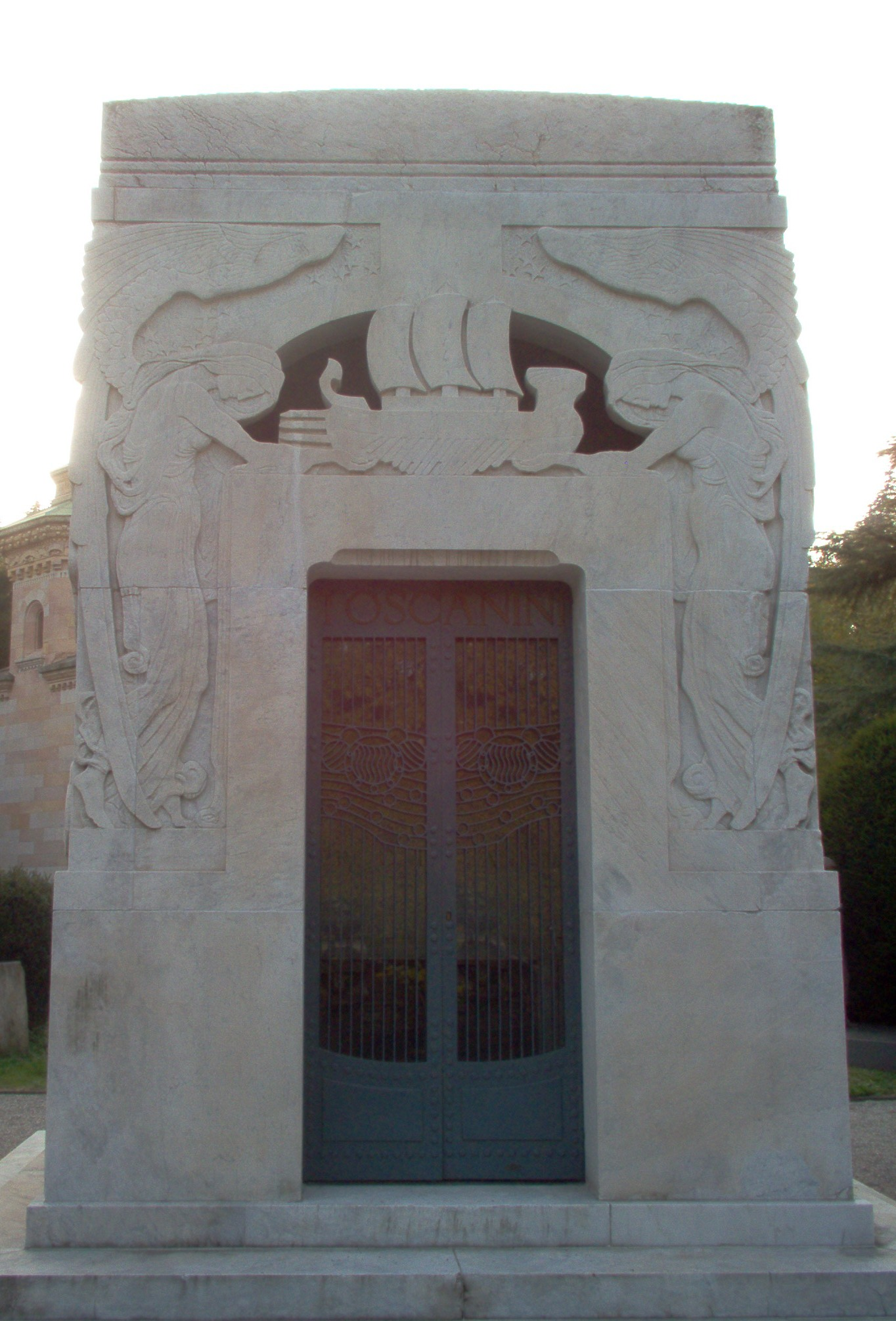
Tomba di Arturo Toscanini nel Cimitero Monumentale di Milano

Toscanini registrò 191 dischi, specialmente verso la fine della carriera, molti dei quali sono ancora ristampati. Inoltre sono conservate molte registrazioni di esibizioni televisive e radiofoniche. Particolarmente apprezzate sono quelle dedicate a Beethoven, Brahms, Wagner, Richard Strauss, Debussy tra gli stranieri, Rossini, Verdi, Boito e Puccini tra gli italiani.
Alcune delle esecuzioni disponibili sono:
- Ludwig van Beethoven, Sinfonia N. 7 (1936, New York Philharmonic), RCA Victor
- Ludwig van Beethoven, Sinfonia N. 3 (1939/1953, NBC Symphony Orchestra), RCA Victor
- Ludwig van Beethoven, Concerto per violino Op. 61 (1940, Jascha Heifetz/NBC Symphony), RCA Victor
- Ludwig van Beethoven, Missa Solemnis (1940, Zinka Milanov/Bruna Castagna/Jussi Björling/Alexander Kipnis, NBC Symphony/Westminster Choir), Melodram/Fono
- Ludwig van Beethoven, Fidelio (1944, Jan Peerce/Rose Bampton/Herbert Janssen/Eleanor Steber/Nicola Moscona, NBC Symphony), RCA Victor
- Ludwig van Beethoven, Sinfonia N. 9/Missa Solemnis (1952, Ed Houser/Eileen Farrell/Eugene Conley/Jan Peerce/Jerome Hines/Lois Marshall/Nan Merriman/Norman Scott, Robert Shaw Chorale/NBC Symphony), RCA Victor
- Hector Berlioz, Romeo e Giulietta (1947, NBC Symphony), RCA Victor
- Aleksandr Porfir'evič Borodin, Sinfonia No. 2 (1938, NBC Symphony), Saland
- Johannes Brahms, Sinfonia N. 1 (1941, NBC Symphony), RCA Victor
- Johannes Brahms, Sinfonia N. 2 (1951 NBC Symphony), RCA Victor
- Johannes Brahms, Sinfonia N. 4 (1951 NBC Symphony), RCA Victor
- Johannes Brahms, Requiem (NBC Symphony), Guild Historical/BFM Digital
- Luigi Cherubini, Requiem (NBC Symphony/Robert Shaw Chorale), Saland
- Claude Debussy, La Mer (1950, NBC Symphony), RCA Victor
- Antonín Dvořák, Sinfonia No.5 Op.76 (NBC Symphony), Saland
- Antonin Dvorak, Sinfonia No.9 Op.95 "Dal nuovo mondo" (1953, NBC Symphony), RCA Victor
- George Gershwin, Piano Concerto/Rhapsody in Blue (Benny Goodman/Oscar Levant/NBC Symphony), Past Classics
- Franz Joseph Haydn, Le Stagioni (1951, Ljuba Welitsch/Jan Peerce/Nicola Moscona, Robert Shaw Chorale/NBC Symphony), RCA Victor
- Felix Mendelssohn 200 Anniversary Tribute (NBC Symphony/Jascha Heifetz/Edna Philips), Guild Historical
- Wolfgang Amadeus Mozart, Il flauto magico (1937, Festival di Salisburgo, Helge Rosvaenge/Willi Domgraf-Fassbaender/Jarmila Novotná/Júlia Osváth/Alexander Kipnis)
- Wolfgang Amadeus Mozart, Sinfonie No. 40 e 35 (NBC Symphony), Saland
- Wolfgang Amadeus Mozart, Sinfonia No. 41 "Jupiter" (NBC Symphony), Saland
- Modest Musorgskij, I quadri di un'esposizione (NBC Symphony), Discover Classical Music
- Giacomo Puccini, La bohème (1946, Jan Peerce/Licia Albanese/Frank Valentino/Nicola Moscona/Anne McKnight/Salvatore Baccaloni, NBC Symphony), RCA Victor
- Franz Schubert, Sinfonia N. 9 (1941, Orchestra di Filadelfia; 1953, NBC Symphony), RCA Victor
- Pëtr Il'ič Čajkovskij, Piano Concerto No. 1 (1941, Vladimir Horowitz/NBC Symphony - live from Carnegie Hall), Naxos Historical
- Giuseppe Verdi, Falstaff (1937, Festival di Salisburgo, Mariano Stabile/Franca Somigli/Angelica Cravcenco/Dino Borgioli)
- Giuseppe Verdi, Requiem (1938, Londra, Zinka Milanov/Kerstin Thorborg/Helge Rosvaenge/Nicola Moscona), Testament
- Giuseppe Verdi, Requiem (1940, New York, Zinka Milanov/Bruna Castagna/Jussi Bjorling/Nicola Moscona, NBC Symphony), Melodram
- Giuseppe Verdi, La traviata (1946, Licia Albanese/Jan Peerce/Robert Merrill, NBC Symphony), RCA Victor
- Giuseppe Verdi, Otello (1947, Ramón Vinay/Herva Nelli/Giuseppe Valdengo, NBC Symphony), RCA Victor
- Giuseppe Verdi, Aida (1949, Herva Nelli/Richard Tucker/Eva Gustavson/Giuseppe Valdengo, NBC Symphony), RCA Victor
- Giuseppe Verdi, Falstaff (1950, Giuseppe Valdengo/Herva Nelli/Frank Guarrera/Teresa Stich-Randall, NBC Symphony), RCA Victor
- Giuseppe Verdi, Requiem (1950, Renata Tebaldi/Cloe Elmo/Giacinto Prandelli/Cesare Siepi, Orchestra del Teatro alla Scala), IDIS
- Giuseppe Verdi, Requiem (1951, Herva Nelli/Fedora Barbieri/Giuseppe Di Stefano/Cesare Siepi, Robert Shaw Chorale/NBC Symphony), RCA Victor
- Giuseppe Verdi, Un ballo in maschera (1954, Herva Nelli/Jan Peerce/Robert Merrill/Claramae Turner, NBC Symphony), RCA Victor
- Richard Wagner, Die Meistersinger von Nürmberg (1937, Festival di Salisburgo, Hans-Hermann Nissen/Henk Noort/Maria Reining/Kerstin Thorborg/Hermann Wiedemann/Herbert Alsen/Anton Dermota)

## Documenti
I beni che documentano la vita di Toscanini sono stati dati dai suoi eredi a istituzioni pubbliche italiane e statunitensi. A New York presso la New York Public Library si conservano molte delle partiture annotate e la rassegna stampa degli eventi che videro protagonista il Maestro; alcuni documenti sono invece conservati presso la Fondazione Arturo Toscanini di Parma; a Milano si trovano documenti presso l'archivio del Museo Teatrale alla Scala, l'Archivio di Stato e il Conservatorio di musica "Giuseppe Verdi"; il 19 dicembre 2012 vi fu un'asta su lotti di lettere e spartiti del Maestro: tutto ciò rischiava di andare disperso, ma 60 lotti su 73 andarono all'Archivio di Stato.
A Parma si visita la Casa natale di Toscanini e, all'interno del Museo storico del Conservatorio "Arrigo Boito", si visita una ricostruzione dello studio personale della casa di via Durini a Milano, con suoi oggetti e documenti reali.
Nel 1945 il breve documentario Arturo Toscanini, di Alexander Hammid, incentrato sulle vicende biografiche e artistiche del Maestro, venne candidato all'Oscar come miglior cortometraggio documentario.